# 東伯町
東伯町（とうはくちょう）は、かつて鳥取県の中部に存在した町である。東伯郡に属していた。2004年（平成16年）9月1日、赤碕町と合併して琴浦町が発足し、自治体としての東伯町も廃止された。

## 歴史
- 1954年（昭和29年）2月1日 - 東伯郡八橋町・浦安町・上郷村・下郷村・古布庄村が合併して東伯町が発足。
- 2004年（平成16年）9月1日 - 東伯町と赤碕町が合併して琴浦町が発足[1]。同日東伯町も廃止した。

## 行政
琴浦町の発足後、東伯町役場は後に建て替えられるまで琴浦町役場本庁舎として使用された。

### 歴代町長
- 戸田常盤
- 米田義人

## 教育

### 小学校
- 東伯町立八橋小学校
- 東伯町立浦安小学校
- 東伯町立東伯小学校[2]
- 東伯町立古布庄小学校[2]

### 中学校
- 東伯町立東伯中学校

## 交通

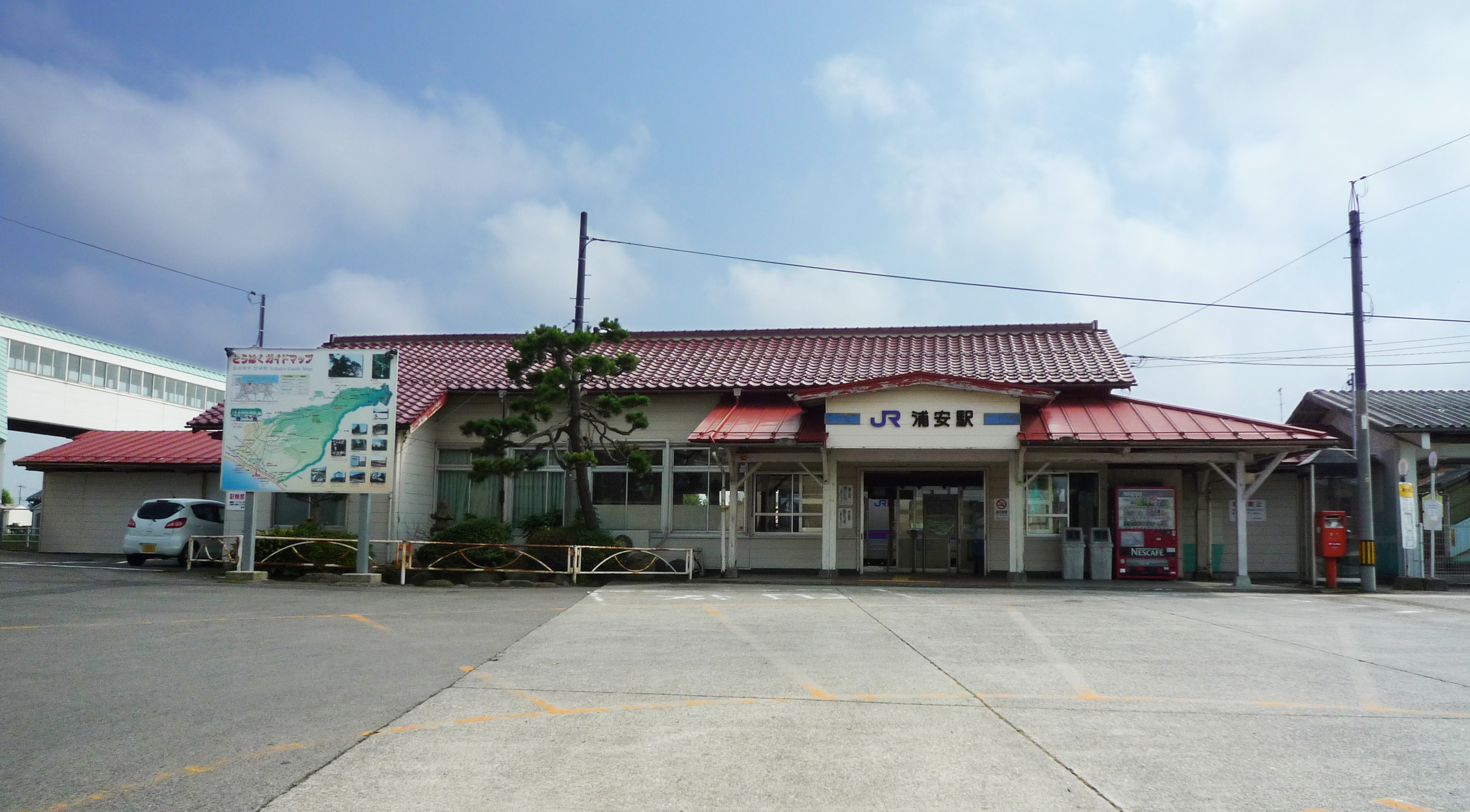
浦安駅

### 鉄道
- JR山陰本線：浦安駅、八橋駅

### 道路
東伯町を通る高速道路はなかった。
- 東伯町を通る一般国道：国道9号
- 東伯町を通る県道:
  - 鳥取県道34号倉吉赤碕中山線
  - 鳥取県道44号東伯野添線
  - 鳥取県道50号東伯関金線
  - 鳥取県道151号倉吉東伯線
  - 鳥取県道168号浦安停車場線
  - 鳥取県道203号法万大栄線
  - 鳥取県道204号福永由良線
  - 鳥取県道213号八橋停車場線
  - 鳥取県道238号古長杉下線
  - 鳥取県道267号大栄赤碕線
  - 鳥取県道313号下見関金線
  - 鳥取県道503号赤碕東郷自転車道線

## 娯楽
- 金市座（〜昭和30年代） - 映画館[4]。

## 名所・旧跡・観光スポット
- 八橋海水浴場
- 大山滝 - 日本の滝百選。
- 八橋城跡
- 法輪寺

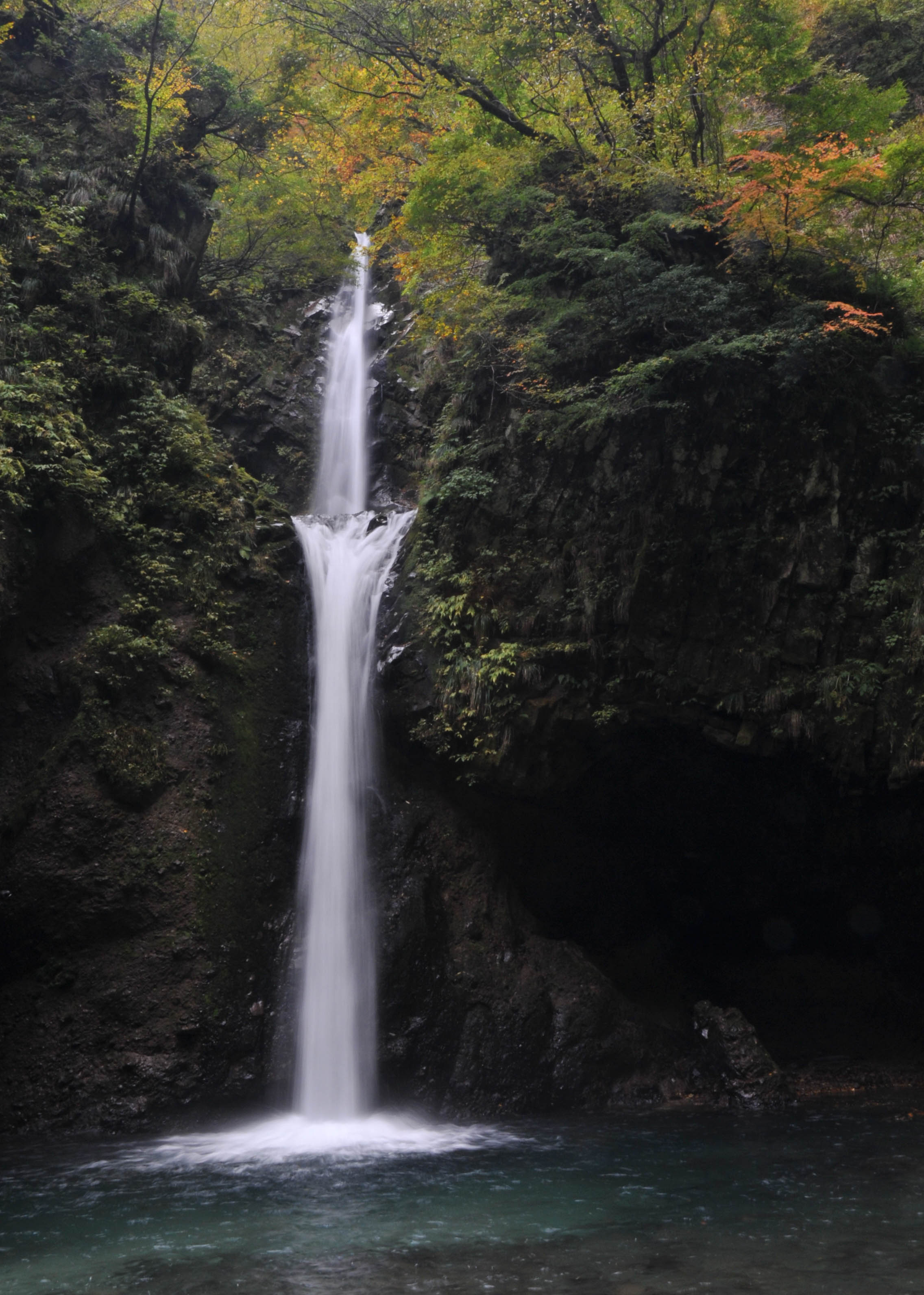
大山滝

- 転法輪寺 - 琴浦町発足後の2010年、本堂が登録有形文化財に登録された[5]。大イチョウが知られる。
- 斎尾廃寺跡